# John Roy Whinnery
John Roy Whinnery (Read, Colorado, 26 de julho de 1916 — Walnut Creek, 1 de fevereiro de 2009) foi um engenheiro estadunidense.
Trabalhou com a teoria de microondas e experimentação do laser.